# Villaseca de Henares
Villaseca de Henares ist ein zentralspanischer Ort und eine Gemeinde (municipio) mit nur noch 29 Einwohnern (Stand: 2024) in der Provinz Guadalajara in der Autonomen Region Kastilien-La Mancha. Die Gemeinde liegt am Camino del Cid und gehört zur dünnbesiedelten Region der Serranía Celtibérica.

## Lage und Klima
Der ca. 855 m hoch gelegene Ort Villaseca de Henares liegt etwa 500 m nördlich des Río Dulce im Nordosten der Alcarria, einer Landschaft im Norden des Südteils der Iberischen Hochebene (meseta). Guadalajara, die Provinzhauptstadt, ist ca. 60 km (Fahrtstrecke) in südwestlicher Richtung entfernt; der sehenswerte Ort Sigüenza liegt nur gut 23 km nordöstlich. Auch die Orte Atienza (ca. 40 km nördlich) und Jadraque (ca. 13 km südwestlich) sind beachtenswert. Das Klima im Winter ist gemäßigt, im Sommer dagegen warm bis heiß; die eher geringen Niederschlagsmengen (ca. 440 mm/Jahr) fallen – mit Ausnahme der nahezu regenlosen Sommermonate – verteilt übers ganze Jahr.

## Bevölkerungsentwicklung
| Jahr      | 1857 | 1900 | 1950  | 2000 | 2019 |
| Einwohner | 421  | 391  | 1.010 | 72   | 27   |

Infolge der Mechanisierung der Landwirtschaft, der Aufgabe bäuerlicher Kleinbetriebe und des daraus resultierenden Verlusts von Arbeitsplätzen ist die Einwohnerzahl der Gemeinde seit der Mitte des 20. Jahrhunderts deutlich zurückgegangen (Landflucht). Hinzu kam die Ausgliederung der ca. 5 km westlich gelegenen Gemeinde Matillas Ende der 1950er Jahre.

## Wirtschaft
Die Menschen früherer Jahrhunderte lebten hauptsächlich als Selbstversorger vom Ackerbau und von der Viehwirtschaft, deren haltbare Produkte (Käse, Wurst, Tierhäute und Wolle) bei fahrenden Händlern getauscht oder verkauft werden konnten. Zeitweise waren auch Handwerker und Dienstleister im Ort ansässig.

## Geschichte
Auf dem Gemeindegebiet wurden Kleinfunde ausgegraben, die dem keltiberischen Stamm der Arevaker zugerechnet werden; dagegen hinterließen Römer, Westgoten und selbst die Mauren keine verwertbaren Spuren. In der zweiten Hälfte des 11. Jahrhunderts wurden letztere durch die Armee König Alfons VI. von León wieder aus der Region vertrieben (reconquista); anschließend begann die Phase der Neu- oder Wiederbesiedlung (repoblación) durch Christen aus vielen Teilen der Iberischen Halbinsel. Eine schriftliche Erwähnung des Ortsnamens aus dem Frühmittelalter ist nicht bekannt und so geht man von einer Entstehung im 11. oder 12. Jahrhundert aus. Spätere Nachrichten liegen nicht vor.

## Sehenswürdigkeiten
Die kleine einschiffige romanische Iglesia de San Blas Obispo entstand im ausgehenden 12. Jahrhundert; der zweibogige Glockengiebel (espadaña) ruht auf der ansonsten schmucklosen Westwand der Kirche. Das Kirchenschiff (nave) und die Apsis sind nicht gewölbt, sondern werden von hölzernen Dachstühlen überspannt. Die komplette Apsis wird von einem überreich dekorierten spätbarocken Altarretabel mit Salomonischen Säulen eingenommen. In der nördlichen Seitenwand befindet sich das Renaissance-Grabmal von Don Alonso de Carvajal und seiner Gemahlin.